# Bjursås
Bjursås är en tätort i Falu kommun och kyrkbyn i Bjursås socken, belägen mellan Falun och Rättvik i Dalarna runt Dössberget. Orten har mycket skog omkring sig och även många sjöar, bland annat Bjursen och den stora sjön Rogsjön.

## Historia
År 1468 omnämns Bjursås (då Biursio as, som betyder bäversjöns ås) för första gången och används då som namn på åsen vid kyrkan. Den har troligen fått sitt namn av sjön Bjursen. I dokumentet erhöll en Olaf Andersson i bwsas fastebrev på två tunnlandjord i Kjerlingarfarvet (troligen Arvet). På Bjursåsen låg då ett flertal fäbodställen tillhöriga bönder i Åls socken, men åtminstone på 1550-talet var flera av dessa fast bosatta. Av dessa utvecklades efterhand byarna Storgården, Västanberg, Gropen, Mårtsbo och Bodarna. 1628 fanns 51 gårdar i det som senare blev Bjursås socken, 1852 fanns 278 hushåll i 34 byar och i början av 1900-talet hade socknen över 3.000 innevånare i 37 byar.
Någon by med namnet Bjurs har aldrig funnits, dagens tätort syftar på den förtätade bebyggelse som vuxit fram i socknens centrala delar som i takt med att den moderna bebyggelsen förtätats och inneslutit allt fler byar. Den omfattar bland annat byarna Storgården, Västanberg, Gropen, Mårtsbo, Bodarna, Kvarntäkt, Bengtsarvet, Storsveden, Skarpsveden, Kullgärdet, Larssveden med flera.
Med begreppet Bjursås menas normalt på orten socknen eller församlingen och inte tätorten, vilket kan leda till begreppsförvirring.
Carl von Linné passerade genom Bjursås på sin resa genom Dalarna sommaren 1734, och fann och beskrev en för honom okänd fisk som idag kallas elritsa.
Ett avsnitt av SVT:s julkalender 2015, Tusen år till julafton, spelades in i Bjursås och i Falu koppargruva.

### Befolkningsutveckling
| Befolkningsutvecklingen i Bjursås 1960–2020                            | Befolkningsutvecklingen i Bjursås 1960–2020 | Befolkningsutvecklingen i Bjursås 1960–2020 | Befolkningsutvecklingen i Bjursås 1960–2020 | Befolkningsutvecklingen i Bjursås 1960–2020 |
| ---------------------------------------------------------------------- | ------------------------------------------- | ------------------------------------------- | ------------------------------------------- | ------------------------------------------- |
|                                                                        |                                             |                                             |                                             |                                             |
| År                                                                     |                                             |                                             | Folkmängd                                   | Areal (ha)                                  |
| 1960                                                                   | 1960                                        |                                             | 1 093                                       |                                             |
| 1965                                                                   | 1965                                        |                                             | 1 428                                       |                                             |
| 1970                                                                   | 1970                                        |                                             | 1 619                                       |                                             |
| 1975                                                                   | 1975                                        |                                             | 1 761                                       |                                             |
| 1980                                                                   | 1980                                        |                                             | 1 971                                       |                                             |
| 1990                                                                   | 1990                                        |                                             | 1 816                                       | 318                                         |
| 1995                                                                   | 1995                                        |                                             | 1 852                                       | 320                                         |
| 2000                                                                   | 2000                                        |                                             | 1 880                                       | 326                                         |
| 2005                                                                   | 2005                                        |                                             | 1 864                                       | 326                                         |
| 2010                                                                   | 2010                                        |                                             | 1 839                                       | 325                                         |
| 2015                                                                   | 2015                                        |                                             | 1 968                                       | 467                                         |
| 2020                                                                   | 2020                                        |                                             | 2 106                                       | 563                                         |
| Anm.: 2015 införlivades Näset och 2020 Rexbo, Morsveden och Svedjelund |                                             |                                             |                                             |                                             |

## Idrott
Idrottsföreningen Bjursås IK är från orten och bedriver sektioner inom gymnastik, fotboll, innebandy, längdskidåkning, cykling, alpint.

## Kända personer från Bjursås
- Bengt Rogström, bandyspelare och fotbollstränare
- Einar Norelius
- Anders Magnevill
- Mats Persson Stadig, målare
- Herman Geijer
- Johan Norderling
- Broder Henrik Rapp, artist och låtskrivare
- Petter Myhlback, längdskidåkare
- Alvar Myhlback, längdskidåkare